# Leucaspis machili
Leucaspis machili är en insektsart som beskrevs av Sadao Takagi 1969. Leucaspis machili ingår i släktet Leucaspis och familjen pansarsköldlöss.
Artens utbredningsområde är Taiwan. Inga underarter finns listade i Catalogue of Life.